# Tratado de San Ildefonso (1800)
El tratado de San Ildefonso de 1800 fue un acuerdo secreto firmado entre España y Francia en el transcurso de las guerras napoleónicas. Por este tratado España acordó en principio cambiar su territorio norteamericano de Luisiana por territorios en Toscana. Los términos fueron posteriormente confirmados por el Tratado de Aranjuez de marzo de 1801.

## Contexto

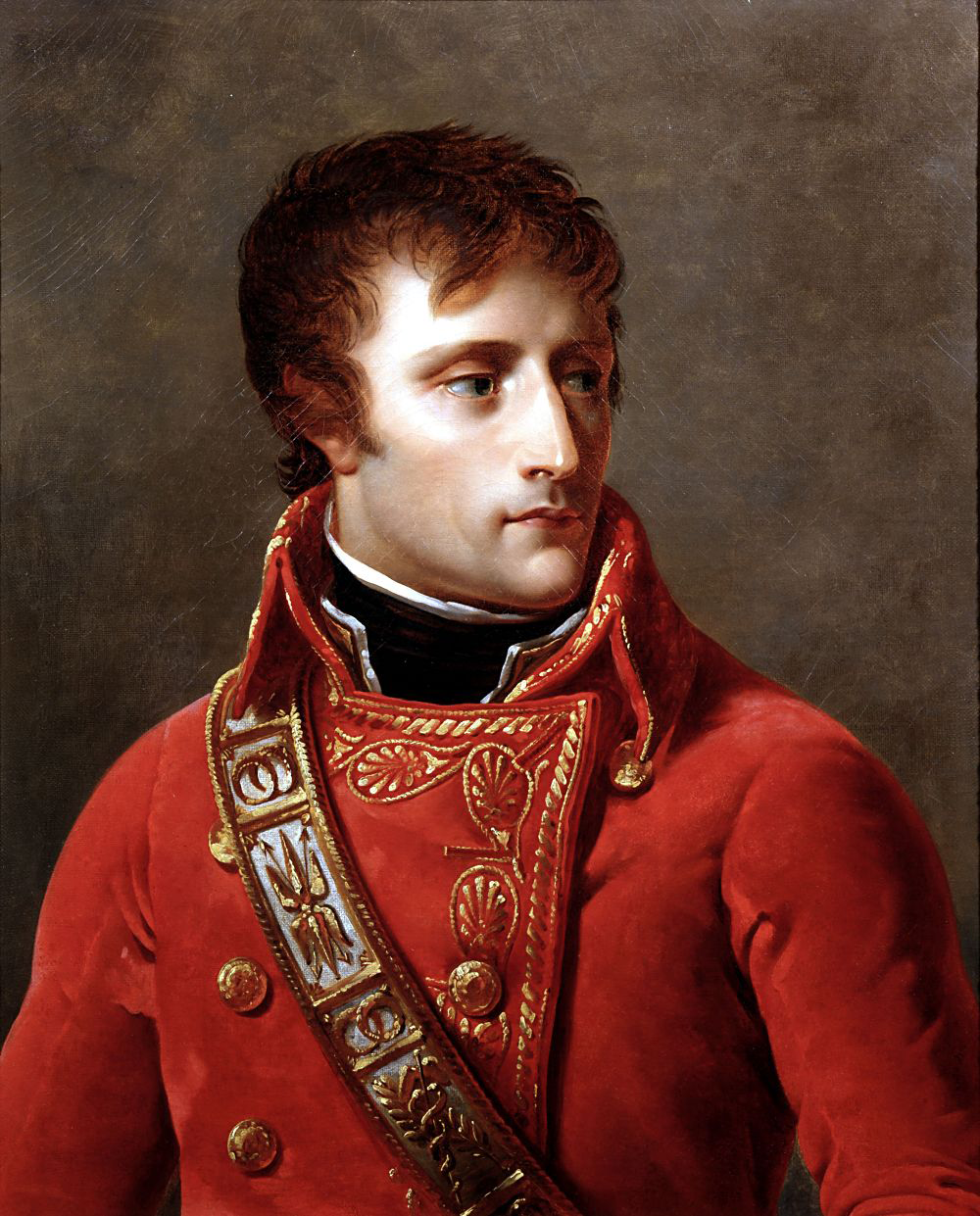
Napoleón Bonaparte.
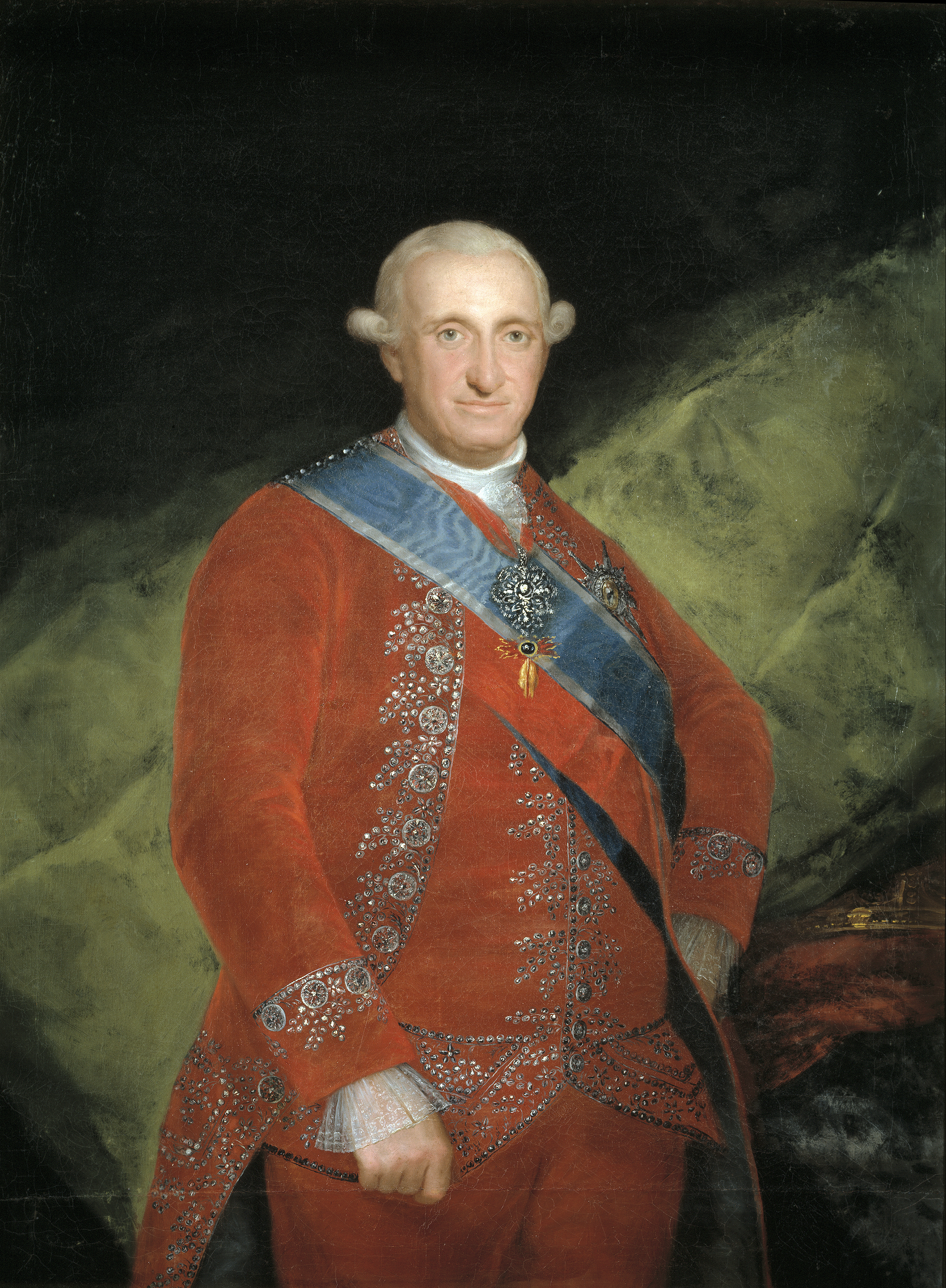
Carlos IV de España.
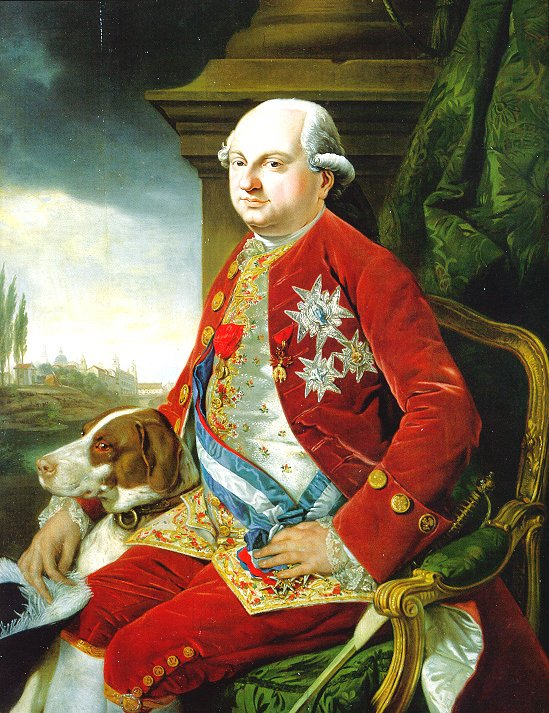
Fernando de Parma.
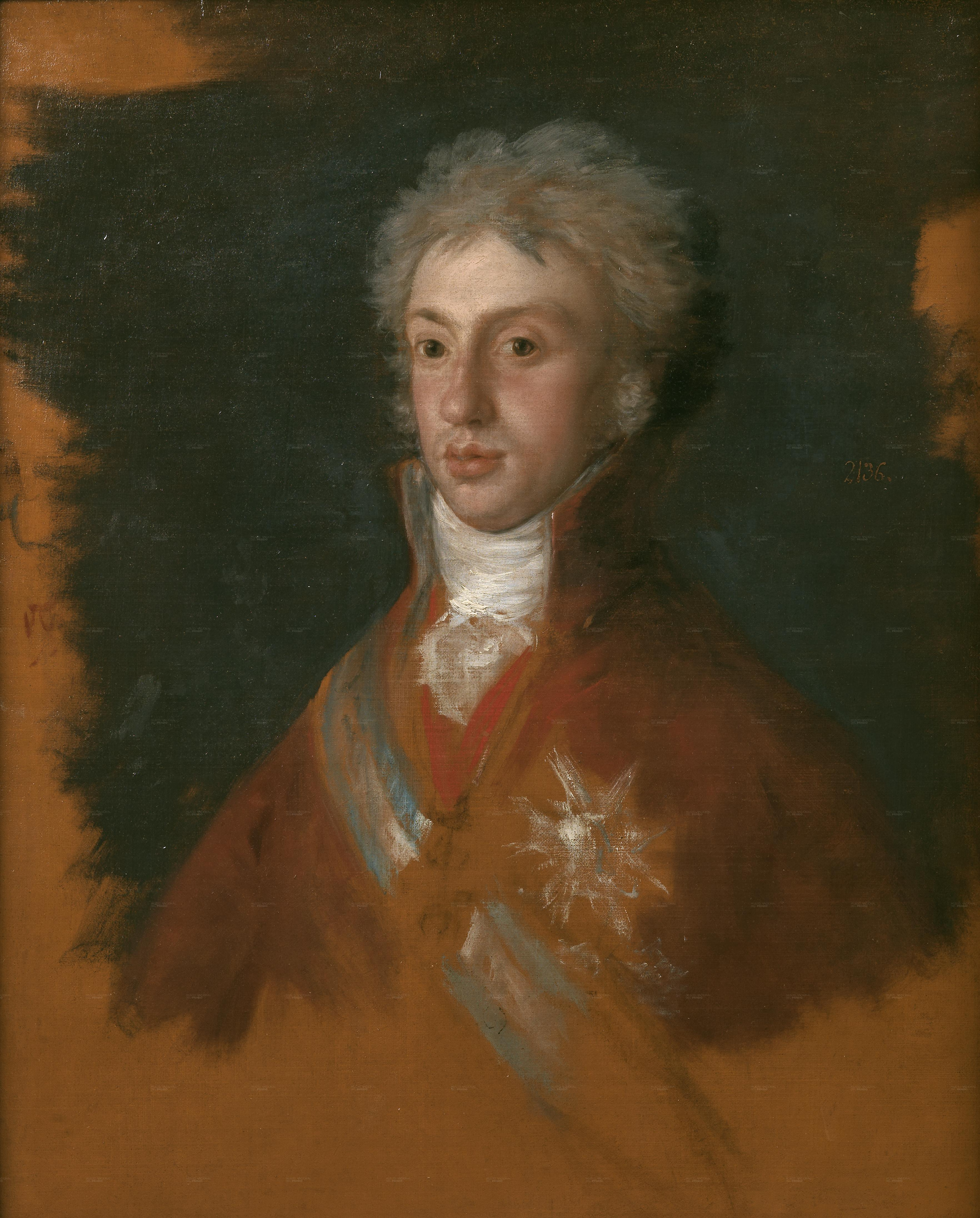
Luis de Etruria.

La Revolución francesa (1789-1799) terminó con el golpe de Estado del 18 de brumario (9 de noviembre de 1799), por el que Napoleón Bonaparte asumió el gobierno francés, mientras Francia seguía inmersa en las guerras contra la Segunda Coalición, constituida por Austria, Gran Bretaña, Portugal, Rusia y el Imperio otomano, logrando Francia numerosas victorias y mantener su nuevo sistema de gobierno, además de crear un gran y potente ejército muy experimentado.
España, donde reinaba Carlos IV, tras haber tenido que ceder a Francia en la Paz de Basilea (1795) su parte de la isla de Santo Domingo, reanudó la anterior alianza con Francia en el tratado de San Ildefonso de 1796. En él ambas naciones pactaron una alianza militar contra terceros países. Esta alianza sería el motivo de la entrada de España en la guerra contra Gran Bretaña, que trajo como consecuencia la pérdida de Trinidad y Menorca en 1798, los ataques a Ferrol y Cádiz en 1800, o el embargo comercial decretado por Gran Bretaña contra España, el cual vino a sumarse a una situación financiera maltrecha y cada vez más deficitaria. Ante esta situación de guerra con Gran Bretaña, Napoleón Bonaparte requería la renovación de la alianza con España porque necesitaba la flota española para defender los puertos de Brest y Tolón.
Los ejércitos franceses resultaron victoriosos en la campaña de 1800, sobre todo en Marengo, Höchstädt y Hohenlinden, lo que permitió emprender negociaciones con Austria que produjeron el tratado de Lunéville, el 9 de febrero de 1801, entre el Sacro Imperio Romano y Francia. Bonaparte ya había sometido el norte de Italia, y el rey Carlos IV de España quería salvaguardar los derechos de sus parientes de la Casa de Parma con un territorio en Italia, aunque para ello tuviera que sacrificar el territorio salvaje de Luisiana. Este territorio, cedido por Francia a España en el tratado de Fontainebleau (1762), estaba en el interés de Bonaparte para someter la revolución haitiana, y las mismas autoridades españolas estaban interesadas en su cesión a Francia, en la creencia que la fortaleza militar francesa convertiría a Luisiana en un territorio tapón entre España y los Estados Unidos.

## El tratado

Italia en 1796; Toscana, en amarillo.

Mariano Luis de Urquijo, en nombre de Carlos IV de España, y Louis Alexandre Berthier, en representación de la república de Francia, ajustaron un acuerdo preliminar el 1 de octubre de 1800 (9 de vendimiario del año IX, según el calendario republicano francés) en el Palacio Real de La Granja de San Ildefonso.
Los acuerdos incluyeron:
- La república francesa pondría a disposición del duque de Parma Fernando I de Borbón-Parma, un territorio de nueva creación en la península italiana, sobre el que tendría consideración de rey (no estaba especificado qué territorio, aunque se sugería la posibilidad de que fuera Toscana o las Legaciones de Ferrara, Bolonia y Romaña).
- Un mes después de la toma de posesión del infante, España haría entrega a Francia de 6 navíos de guerra de 74 cañones cada uno (Intrépido, Conquistador, Pelayo, San Genaro, Atlante y San Antonio).[10]
- 6 meses después, España entregaría a Francia el territorio de Luisiana, bajo soberanía española desde 1763 por el tratado de París.

El acuerdo sería llevado en el más estricto secreto, hasta el punto de que el propio Manuel Godoy, favorito de Carlos IV, no tuvo conocimiento de él hasta un mes después de su ratificación por el rey.
Este acuerdo sería conocido posteriormente como tercer tratado de San Ildefonso, para distinguirlo de los firmados en 1777 y 1796.

## Consecuencias
A finales de 1800 el ministro Urquijo sería cesado en el cargo por sus desavenencias con el clero. La alianza militar hispano-francesa de 1796 se vería prolongada por los acuerdos de Madrid y de Aranjuez de principios de 1801, por los que los ejércitos de ambos países pactaban su colaboración contra Portugal y Gran Bretaña, respectivamente.
El 9 de febrero de 1801 Francia y el Sacro Imperio Romano Germánico firmaron el tratado de Lunéville, mediante el cual Fernando III, Gran Duque de Toscana, fue obligado por Napoleón a abandonar el ducado. El Gran Duque sería posteriormente compensado con el Arzobispado de Salzburgo, secularizado y convertido en el Electorado de Salzburgo, del que fue nombrado príncipe elector. Con Toscana en poder de la Francia napoleónica, quedaba abierto el camino para la aplicación práctica del intercambio de territorios.

### Tratado de Aranjuez de 1801

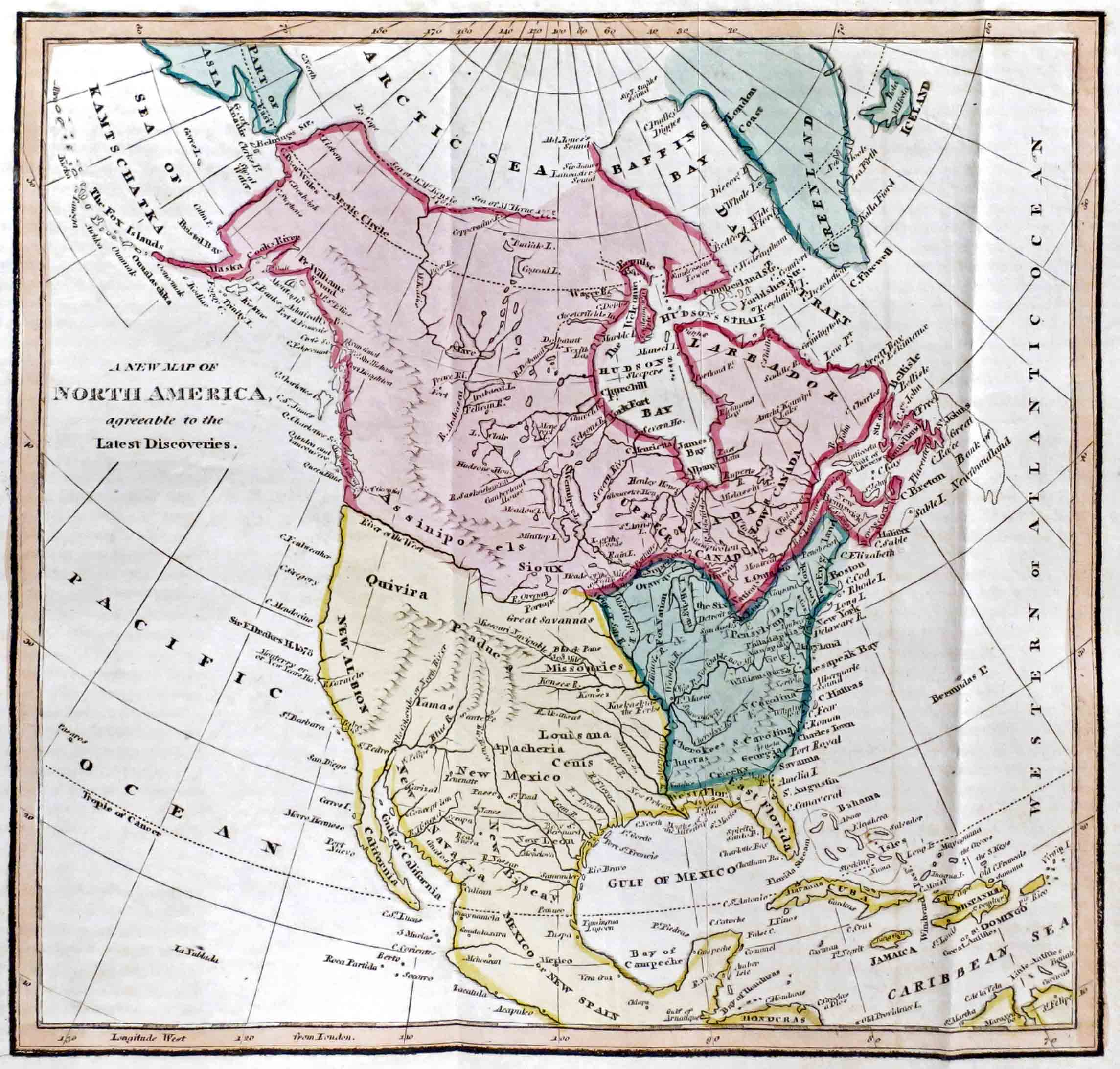
Mapa de Norteamérica que muestra las fronteras antes de los tratados de San Ildefonso y de Aranjuez. Posesiones españolas en amarillo, británicas en rosa y Estados Unidos independientes en azul.

El 18 de marzo de 1801 fue firmado el acuerdo definitivo en Aranjuez por Manuel Godoy y Luciano Bonaparte. Las condiciones establecidas en este nuevo tratado confirmaban las disposiciones del anterior, ampliándolas:
- Renuncia de Fernando al ducado de Parma, por sí mismo y sus herederos.
- Cesión por parte de Francia del Gran Ducado de Toscana a Luis Francisco de Borbón-Parma, hijo del duque de Parma, Fernando.
- Reconocimiento de Luis como rey de Toscana, con el respaldo de Francia.
- La parte de la isla de Elba perteneciente a Toscana quedaría en poder de Francia; en compensación, el Principado de Piombino y los Presidios de Toscana serían cedidos por Francia a Luis, anexionándolos al nuevo territorio.
- En caso de que faltase la sucesión en la familia del infante Luis, los derechos al trono de Toscana serían para la familia real española.
- Cesión de los territorios de la Luisiana a Francia.
- Indemnización conjunta hispano-francesa al duque Fernando por su renuncia al ducado de Parma.

Este nuevo acuerdo sería ratificado por Carlos IV el 11 de abril de ese mismo año. Aunque no quedó recogido en el tratado, la delegación francesa se comprometió a que en el caso de que Francia quisiera desprenderse de Luisiana, esta sólo podría ser retrocedida a España y a ningún otro país.
El 25 de mayo de 1801 el infante Luis Francisco llegó a París, donde fue agasajado por Napoleón y Josefina; el 1 de julio salió hacia Florencia, capital de Toscana, donde tomó posesión como rey respaldado por el ejército francés bajo el mando del general Emmanuel de Grouchy. El nuevo reino recibiría el nombre de Etruria, en recuerdo del antiguo nombre del territorio en la geografía romana.
El duque Fernando de Parma se negó a aceptar las condiciones del acuerdo en la parte concerniente a su renuncia al ducado, y en lugar de recibir la indemnización acordada en el tratado de 1801 siguió en posesión del ducado, con el beneplácito del gobierno francés, hasta su muerte ocurrida al año siguiente. Bonaparte designó a Moreau de Saint-Mery como administrador del ducado hasta su incorporación a Francia en 1805.
El 15 de octubre de 1802 Carlos IV publicó en Barcelona una Real Cédula por la que se hacía efectiva la cesión de la Luisiana a Francia, disponiendo la retirada de las tropas españolas en la región, a condición de que los religiosos españoles estarían autorizados a seguir en la zona y los habitantes de la colonia mantendrían la posesión de sus propiedades.  La colonia permanecería poco tiempo bajo soberanía francesa, pues al año siguiente Francia vendió Luisiana a los Estados Unidos, incumpliendo la promesa hecha a España en las conversaciones hechas en torno al tratado de 1801.

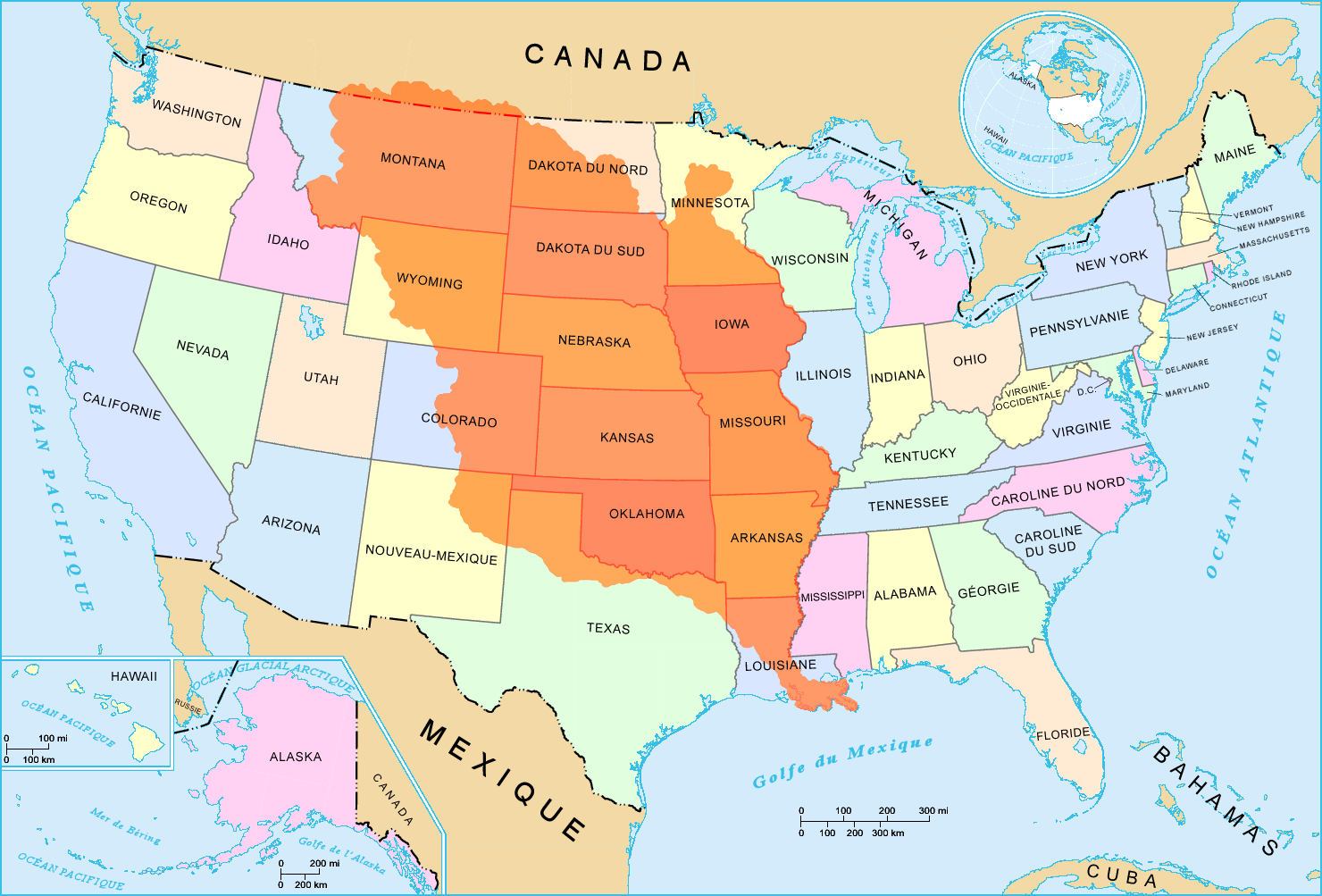
Territorio de Luisiana a principios del (en naranja), superpuesto a los actuales EE. UU.

## Valoración
Desde la perspectiva histórica, el tratado fue claramente favorable a Francia: en aquella época, el territorio de la colonia española de Luisiana, con 50 000 habitantes, se extendía desde el golfo de México, en el actual estado norteamericano de Luisiana, hasta la frontera con Canadá, abarcando una superficie 100 veces mayor que la de Toscana; a esta diferencia vendría a sumarse la pérdida española de Parma y la entrega de los 6 navíos pactada en 1800.  El acuerdo sería duramente criticado por historiadores y contemporáneos.
El propio Godoy achacaría el desequilibrio del intercambio territorial propuesto en 1800 a la inexperiencia de Urquijo, unida a la excesiva admiración de éste hacia el país francés, y al deseo de los reyes de España de favorecer a sus hijos (el infante Luis, propuesto para rey de Etruria, era yerno de los reyes, por su boda con la hija de éstos María Luisa).  Con respecto a la valoración de los territorios intercambiados, escribiría:

(Acerca de Luisiana) ...faltándonos los medios para procurarle un grande aumento en proporción con los demás dominios españoles de las dos Américas, no rindiendo utilidad a nuestra hacienda ni buscándola allí nuestro comercio, y ocasionando grandes gastos en dinero y en soldados sin ningún provecho nuestro, recibiendo en fin en cambio de ella otros estados, la devolución de la colonia lejos de ser un sacrificio, puede tenerse por ganancia.(...) Casi todo por hacer, un principio de vida solamente en aquellas regiones despobladas.

En la Toscana todo hecho, el cultivo perfecto, la industria floreciente, su comercio extendido, el clima sano y delicioso, las costumbres benignas, la civilización a un alto grado, país rico en monumentos y en prodigios de las artes, en preciosas antigüedades, en magníficas bibliotecas y en academias célebres; de habitantes cerca de un millón y medio; la renta del estado, por lo menos tres millones de pesos fuertes, sin ninguna deuda; su superficie cuadrada, seis mil quinientas millas.
Manuel Godoy.